# 米奇歡樂多
《米奇歡樂多》（英語：Mickey Mouse）是一部美國的喜劇動畫劇集。以当代迪士尼卡通人物米老鼠、米妮老鼠、唐老鸭、黛丝鸭、高飞狗和布鲁托为特色巴黎、威尼斯、东京和纽约等设定，该劇是具有最早米老鼠棍棒喜剧短剧的感觉，同时提供现代更新，并“在广泛的幽默场景中呈现米奇，展示他的勇敢和无赖，以及他深爱的魅力和善良的心”。它的动画由Mercury Filmworks提供。
该系列由艺术家保罗·鲁迪什开发，他是卡通频道电视连续剧Sym-Bionic Titan的共同创作者，也是该系列的执行制片人和监督董事， 而约瑟夫·霍尔特则是该系列的艺术总监。2013年9月15日，保罗·鲁迪什、Jenny Gase-Baker和约瑟夫·霍尔特凭借他们在该系列中的工作赢得了三项艾美奖。
试播集“Croissant de Triomphe”于2013年3月12日在迪士尼在线上作为特别预览首次发布。该系列于2013年6月28日在迪士尼频道上正式首播，随后在迪士尼在线和Watch Disney Channel上发布。 第一季共播出18集，第二季于2014年4月11日首播，共19集。第三季于2015年7月17日首播，共播出20集。第四季于2017年6月9日首播，共播出19集。原系列的第五季，也是最后一季于2018年10月6日首播，共播出18集。
2020年9月14日时宣布该系列将被《米奇妙世界》接替，于2020年11月18日在Disney+首播，以配合米老鼠的92岁生日。

## 外部連結
- 官方网站
- 互联网电影数据库（IMDb）上《米奇歡樂多》的资料（英文）
- 大卡通上《Mickey Mouse》的資料
- Review of "Croissant de Triomphe" at FLIP animation magazine （页面存档备份，存于） Retrieved March 2013